# 9
Il 9 (IX in numeri romani) è un anno  del I secolo.

## Eventi
- settembre - Battaglia della Foresta di Teutoburgo: tre legioni romane, guidate per lo spostamento stagionale dal generale Publio Quintilio Varo, vengono distrutte dalle tribù germaniche per il tradimento di Arminio (generale germano romanizzato). Come conseguenza, il Reno segnerà per gli anni a venire il confine fra i popoli di lingua latina e quelli di lingua germanica. Dopo la sconfitta, vengono inviate in Germania le legioni II Augusta, XX Valeria Victrix e XIII Gemina.
- A Roma viene promulgata da Augusto la lex Papia Poppaea per frenare il diffondersi del celibato e incoraggiare la natalità.
- Le finanze di Roma sono al collasso dopo la sconfitta di Teutoburgo e i danni dell'insurrezione degli illiri in Dalmazia e Pannonia. Per risollevare i conti pubblici Augusto stabilisce una tassa del 5% sulle successioni e dell'1% sulle vendite.
- Tiberio sottomette definitivamente l'Illyricum, che diventa una provincia.
- Giulia minore viene esiliata per la relazione adulterina con Decimo Giunio Silano.
- Dopo la morte della sua fidanzata Livia Medullina, Claudio sposa Plauzia Urgulanilla.
- In Britannia i Catuvellauni attaccano i Trinovanti e si impadroniscono della fortezza di Camulodunum (l'odierna Colchester).
- Wang Mang si proclama imperatore deponendo gli Han e fondando l'effimera dinastia Xin.

## Nati
- 17 novembre - Vespasiano, imperatore romano († 79)

## Morti
- Numonio Vala, militare romano
- Publio Quintilio Varo, politico romano

## Calendario
| Calendario 9 | Calendario 9 | Calendario 9 | Calendario 9 | Calendario 9 | Calendario 9 | Calendario 9 | Calendario 9 | Calendario 9 | Calendario 9 | Calendario 9 | Calendario 9 | Calendario 9 | Calendario 9 | Calendario 9 | Calendario 9 | Calendario 9 | Calendario 9 | Calendario 9 | Calendario 9 | Calendario 9 | Calendario 9 | Calendario 9 | Calendario 9 | Calendario 9 | Calendario 9 | Calendario 9 | Calendario 9 | Calendario 9 | Calendario 9 | Calendario 9 | Calendario 9 | Calendario 9 |
| ------------ | ------------ | ------------ | ------------ | ------------ | ------------ | ------------ | ------------ | ------------ | ------------ | ------------ | ------------ | ------------ | ------------ | ------------ | ------------ | ------------ | ------------ | ------------ | ------------ | ------------ | ------------ | ------------ | ------------ | ------------ | ------------ | ------------ | ------------ | ------------ | ------------ | ------------ | ------------ | ------------ |
|              | 1            | 2            | 3            | 4            | 5            | 6            | 7            | 8            | 9            | 10           | 11           | 12           | 13           | 14           | 15           | 16           | 17           | 18           | 19           | 20           | 21           | 22           | 23           | 24           | 25           | 26           | 27           | 28           | 29           | 30           | 31           |              |
| Gennaio      | Ma           | Me           | Gi           | Ve           | Sa           | Do           | Lu           | Ma           | Me           | Gi           | Ve           | Sa           | Do           | Lu           | Ma           | Me           | Gi           | Ve           | Sa           | Do           | Lu           | Ma           | Me           | Gi           | Ve           | Sa           | Do           | Lu           | Ma           | Me           | Gi           |              |
| Febbraio     | Ve           | Sa           | Do           | Lu           | Ma           | Me           | Gi           | Ve           | Sa           | Do           | Lu           | Ma           | Me           | Gi           | Ve           | Sa           | Do           | Lu           | Ma           | Me           | Gi           | Ve           | Sa           | Do           | Lu           | Ma           | Me           | Gi           |              |              |              |              |
| Marzo        | Ve           | Sa           | Do           | Lu           | Ma           | Me           | Gi           | Ve           | Sa           | Do           | Lu           | Ma           | Me           | Gi           | Ve           | Sa           | Do           | Lu           | Ma           | Me           | Gi           | Ve           | Sa           | Do           | Lu           | Ma           | Me           | Gi           | Ve           | Sa           | Do           |              |
| Aprile       | Lu           | Ma           | Me           | Gi           | Ve           | Sa           | Do           | Lu           | Ma           | Me           | Gi           | Ve           | Sa           | Do           | Lu           | Ma           | Me           | Gi           | Ve           | Sa           | Do           | Lu           | Ma           | Me           | Gi           | Ve           | Sa           | Do           | Lu           | Ma           |              |              |
| Maggio       | Me           | Gi           | Ve           | Sa           | Do           | Lu           | Ma           | Me           | Gi           | Ve           | Sa           | Do           | Lu           | Ma           | Me           | Gi           | Ve           | Sa           | Do           | Lu           | Ma           | Me           | Gi           | Ve           | Sa           | Do           | Lu           | Ma           | Me           | Gi           | Ve           |              |
| Giugno       | Sa           | Do           | Lu           | Ma           | Me           | Gi           | Ve           | Sa           | Do           | Lu           | Ma           | Me           | Gi           | Ve           | Sa           | Do           | Lu           | Ma           | Me           | Gi           | Ve           | Sa           | Do           | Lu           | Ma           | Me           | Gi           | Ve           | Sa           | Do           |              |              |
| Luglio       | Lu           | Ma           | Me           | Gi           | Ve           | Sa           | Do           | Lu           | Ma           | Me           | Gi           | Ve           | Sa           | Do           | Lu           | Ma           | Me           | Gi           | Ve           | Sa           | Do           | Lu           | Ma           | Me           | Gi           | Ve           | Sa           | Do           | Lu           | Ma           | Me           |              |
| Agosto       | Gi           | Ve           | Sa           | Do           | Lu           | Ma           | Me           | Gi           | Ve           | Sa           | Do           | Lu           | Ma           | Me           | Gi           | Ve           | Sa           | Do           | Lu           | Ma           | Me           | Gi           | Ve           | Sa           | Do           | Lu           | Ma           | Me           | Gi           | Ve           | Sa           |              |
| Settembre    | Do           | Lu           | Ma           | Me           | Gi           | Ve           | Sa           | Do           | Lu           | Ma           | Me           | Gi           | Ve           | Sa           | Do           | Lu           | Ma           | Me           | Gi           | Ve           | Sa           | Do           | Lu           | Ma           | Me           | Gi           | Ve           | Sa           | Do           | Lu           |              |              |
| Ottobre      | Ma           | Me           | Gi           | Ve           | Sa           | Do           | Lu           | Ma           | Me           | Gi           | Ve           | Sa           | Do           | Lu           | Ma           | Me           | Gi           | Ve           | Sa           | Do           | Lu           | Ma           | Me           | Gi           | Ve           | Sa           | Do           | Lu           | Ma           | Me           | Gi           |              |
| Novembre     | Ve           | Sa           | Do           | Lu           | Ma           | Me           | Gi           | Ve           | Sa           | Do           | Lu           | Ma           | Me           | Gi           | Ve           | Sa           | Do           | Lu           | Ma           | Me           | Gi           | Ve           | Sa           | Do           | Lu           | Ma           | Me           | Gi           | Ve           | Sa           |              |              |
| Dicembre     | Do           | Lu           | Ma           | Me           | Gi           | Ve           | Sa           | Do           | Lu           | Ma           | Me           | Gi           | Ve           | Sa           | Do           | Lu           | Ma           | Me           | Gi           | Ve           | Sa           | Do           | Lu           | Ma           | Me           | Gi           | Ve           | Sa           | Do           | Lu           | Ma           |              |